# Харритон, Лиза
Лиза Рэй Харритон (англ. Lisa Rae Harriton; 18 ноября 1980, Лондон) — британская рок-исполнительница, которая с 2007 года является клавишницей и бэк-вокалисткой в группе The Smashing Pumpkins. В 2015 году была среди номинантов на премию Грэмми-2015 в категории Лучшая песня, написанная для визуального представления.

## Биография
Харритон родилась в Лос-Анджелесе, Калифорния, и выросла в Ван-Найсе. Она начала работать студийной певицей в возрасте 8 лет на концертах для Disney , Integrity Media и Word Records. Она пела дуэтом предпродакшен-вокала в Great American Songbook Рода Стюарта.
Харритон получила образование в Калифорнийском государственном университете в Нортридже, и закончила классическое фортепиано в Королевской школе музыки в Лондоне, а также продолжила джазовое фортепиано в Университете Южной Калифорнии.

## Сайты
- MySpace
- Официальный сайт
- Российский сайт Smashing Pumpkins